# غريغ هانزفورد
غريغ هانزفورد (بالإنجليزية: Gregg Hansford) كان متسابق دراجات نارية أسترالي. نافس في سباقات بطولة العالم لفئة 350 سي سي ولفئة 250 سي سي ولفئة 50 سي سي. توفي إثر حادث تعرض له أثناء السباق.